# Spelkort

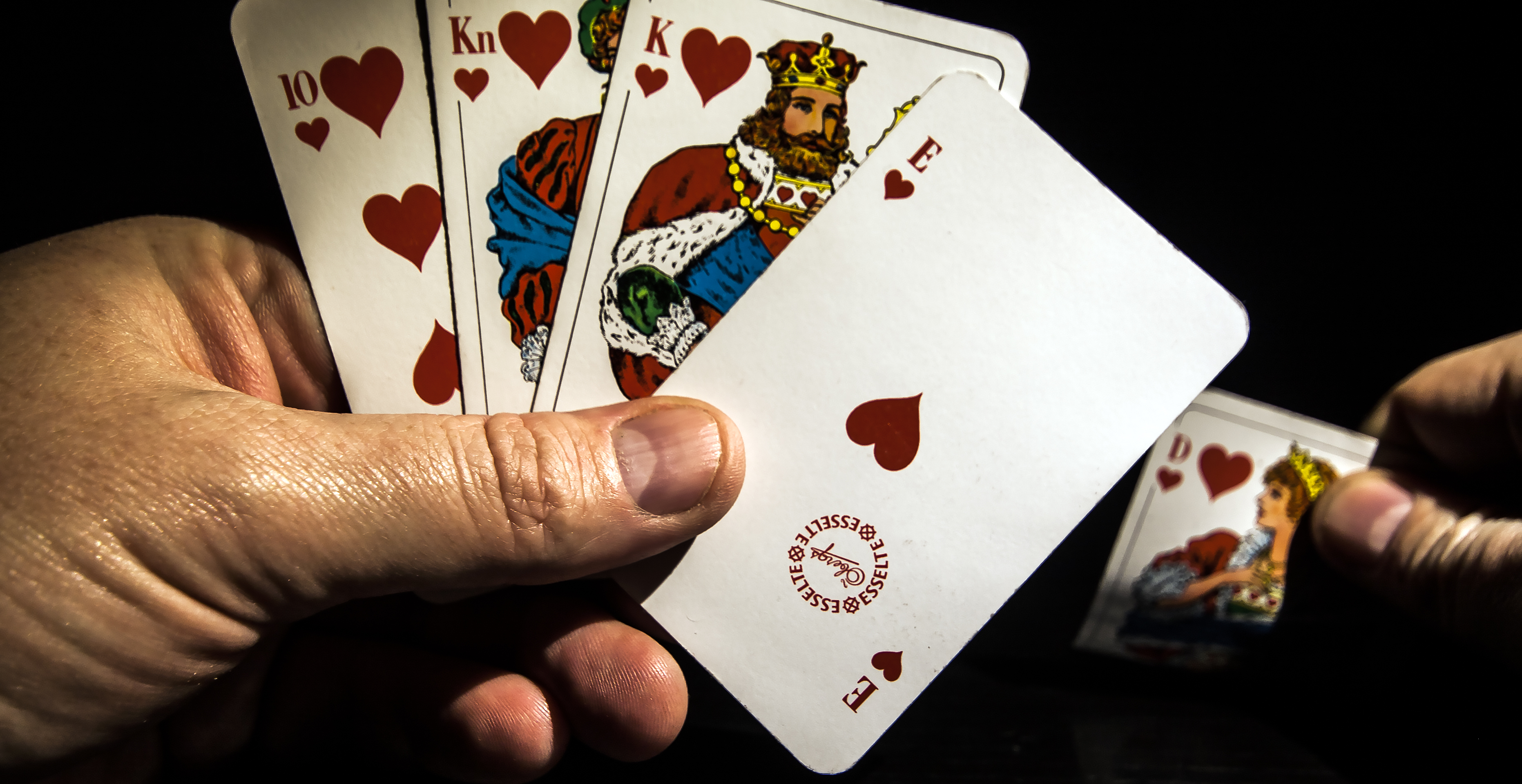
Spelkort i en svensk kortlek.

Spelkort är kort som används för att spela kortspel med. En uppsättning spelkort som kan användas till kortspel kallas för en kortlek (lek, kortpacke). Ordet kort kommer från latinska charta som betyder pappersstycke.

## Historia
Spelkorten tros ha sitt ursprung i Kina på 900-talet. Det finns också en teori om att kortspel hade en föregångare i Romarriket. Spelkorten kom via handelsvägar till Europa någon gång under medeltiden. En kortlek beskrevs första gången år 1377. Det var munken Johannes från Rheinfelden som skrev en 200 sidor lång rapport på medeltidslatin om hur människor i hans vardagsomgivning visade sina kortlekar. Johannes såg kortleken som en ordnad beskrivning av världen och dess maktstrukturer med kungen i toppen. Vid denna tid hade kortspel blivit populärt i Europa och förbjöds av vissa makthavare. På 1400-talet började mer påkostade spelkort tryckas med träsnitt som hade symboler på temat svärd, klubbor, pokaler och mynt. På 1480-talet började man i Frankrike att trycka enklare och billigare spelkort där symbolerna förenklades till spader, klöver, ruter och hjärter, vilket blev stilbildande för nästan alla kortlekar. På 1700-talet blev kortspel populärt i Sverige. En fransk kortlek från 1560-talet finns i Lunds historiska museum, funnen under kyrkans korbänkar.

## Typer av kortlekar
Det finns flera olika kortlekar som används till spel. Den totalt dominerande i Sverige (och många andra länder) är den fransk-engelska kortleken. Några andra kortlekar är tarotkortlek, killekortlek, spansk kortlek, tysk kortlek, italiensk kortlek och schweizisk kortlek. Det finns också särskilda kortlekar som bara används till vissa patenterade spel, till exempel UNO, Falling och Fluxx, eller till samlarkortspel som till exempel Magic: The Gathering.
Spelkort används ofta av illusionister. Man kan också använda spelkort till att bygga korthus.